# Андреєв Микола (есер)
Микола Андреєв (1890, Одеса — 1919) — член партії лівих есерів, 6 липня 1918 року скоїв вбивство німецького посла графа Вільгельма Мірбаха.

## Біографія
У 1918 р. поступив на роботу фотографом до ВЧК до свого однопартійця Якова Блюмкіна в його відділ по боротьбі з міжнародним шпигунством. Блюмкін набирав службовців сам, користуючись рекомендацією ЦК лівих есерів. Майже всі службовці його були есери. За свідченням Фелікса Дзержинського, «Блюмкін особливо наполягав на облаштуванні фотографії при його відділенні і рекомендував свого фотографа Андреєва».
За тиждень до замаху на графа Мірбаха, що став сигналом до повстання лівих есерів у Москві, Андреєв покинув роботу, заявивши, що ЦК есерів його відряджає на іншу роботу.
6 липня 1918 р. в Москві, в Першому Будинку Рад (готель «Національ») на Тверській вулиці на квартирі одного з членів ЦК ПЛСР Блюмкін і Андреєв отримали бомби для замаху і револьвери. Потім на автомобілі виконавці замаху попрямували в район Арбату.
О третій годині дня Я. Блюмкін і М. Андреєв, по посвідченню ВЧК, увійшли в будівлю німецького посольства і вимагали зустрічі з послом «за особистим питанням». Пізніше з'ясувалося, що підписи Ф. Дзержинського та секретаря ВЧК І. Ксенофонтова на посвідченні були підробленими, а печатка — справжньою: її поставив заступник голови ВЧК лівий есер В. О. Олександрович.
Більшість істориків вважає, що саме Андреєв застрелив німецького посла.
Андреєв повіз пораненого в ногу Блюмкіна в лазарет, який перебував при штабі підлеглого ВЧК загону Д. Попова в Трьохсвятительському провулку. У повстанні лівих есерів, що послідувало після замаху, участі вони не брали.
Після закінчення розслідування справа про заколот лівих есерів була розглянута у Верховному ревтрибуналі при ВЦВК 27 листопада 1918 року на відкритому судовому засіданні. Трибунал засудив Я. Блюмкіна і М. Андреєва до тюремного ув'язнення із застосуванням примусових робіт на три роки (їх судили заочно). М. Андреєв втік від покарання до України, там він мав намір ліквідувати гетьмана Скоропадського, але з якихось причин передумав. Пізніше його бачили в Гуляй Полі у батька Махна. Анархічні порядки йому не сподобалися і Андреєв пішов.
Помер М. Андреев в 1919 році від висипного тифу.